# 開田裕治
開田 裕治（かいだ ゆうじ、1953年〈昭和28年〉3月26日 - ）は、日本のイラストレーター。「怪獣絵師」の異名を取る。
兵庫県生まれ。大阪府立千里高等学校卒業。京都市立芸術大学卒業。東京都在住。
日本SF作家クラブ会員だったが、2023年4月現在は、会員名簿に名前がない。と学会会員。
妻は官能小説家である開田あや。彼女もと学会の会員であり、またコスプレイヤーの顔を持つ。

## 人物
フリーのイラストレーターとして、怪獣やロボットなどのイラストを、プラモデルや映像ソフト、音楽ソフトのパッケージ、雑誌、単行本、ポスター、ゲームソフトなどのために制作。1997年（平成9年）に第28回星雲賞アート部門を受賞。
父親の影響から幼少期より東宝特撮映画を愛好する。最初に観たゴジラ映画は『キングコング対ゴジラ』（1962年）であり、作品の内容とともに映画館の切り出し看板も強く印象に残ったという。高校時代は絵に興味が移ったため特撮から離れていたが、大学に入ったころに怪獣同人誌ブームが起こり開田も活動を始めた。
キャラクターデザイナーの久保宗雄や漫画家の板橋しゅうほう（SYUFO）は大学時代の同級生であった。また、1976年から数年間、阿木譲が創刊した『ロック・マガジン』誌の編集スタッフとして、カメラマンなどを務めていた。特撮雑誌『宇宙船』に創刊から携わった。

## 作品

### イラスト
- 雑誌『宇宙船』表紙（1980年の創刊から8年間）
- プラモデルのボックスアート
  - ガンダムシリーズ - 約100点を担当。第一作として描いたのは1/100アッガイ[8]。
  - 聖戦士ダンバイン - 1983年にバンダイから発売されたオーラバトラーのプラモデルシリーズの一部を担当。
  - 仮面ライダーシリーズ - 1983年に発売されたプルバック式のサイクロン、ハリケーン、カブトロー、スカイターボの4点[8]。なお、ヘルダイバーも描いたものの、商品自体が未発売で終わった[9]。
  - ザ・特撮コレクションシリーズ - 1984年より発売されたゴジラシリーズおよびウルトラシリーズのキット[10]。
- 映像ソフト・音楽ソフトのパッケージ（ウルトラシリーズなどの特撮作品)
- ポスター
  - 第4回 東京国際ファンタスティック映画祭（1988年）
  - 劇団☆新感線『ゴローにおまかせ3』（1995年）
  - 第15回 東京国際ファンタスティック映画祭（1999年）
  - 俺の外環（2018年）
- ゲーム
  - ゲームソフト『スナッチャー』ポスター（1988年）
  - メガドライブ用ゲームソフト『大魔界村』パッケージイラスト（1989年）
  - メガドライブ用ゲームソフト『エクスランザー』パッケージイラスト（1994年）
  - PCエンジン用ゲームソフト『ソルジャーブレイド』パッケージイラスト(1991年)
  - PCエンジン用ゲームソフト『キアイダンOO』美術、パッケージイラスト(1992年)
  - PCエンジン用ゲームソフト『ネクスザール』パッケージイラスト(1992年)
  - セガサターン用ゲームソフト『バトルガレッガ』パッケージイラスト（1998年）
  - トレーディングカードゲーム『モンスター・コレクションTCG』カードイラスト（1997年）
  - トレーディングカードゲーム『央華封神TCG』カードイラスト（1998年）
  - トレーディングカードゲーム『モンスター・コレクション2』カードイラスト（2000年）
  - オンライントレーディングカードゲーム『アルテイル』カードイラスト
  - ゲームソフト『カルドセプト セカンド』カードイラスト（2001年）
  - ゲームソフト『カルドセプト サーガ』カードイラスト（2006年）
  - ゲームアプリ『マキナ×ドールズ』ボスデザイン（2012年）
- 書籍
  - 『スター・ウォーズ×マンガ【銀】』折込イラスト（2005年、TOKYOPOP・インプレスコミュニケーションズ、ISBN 978-4844370192）
  - 『ガメラ創世記 -映画監督・湯浅憲明-』表紙イラスト（2006年、エンターブレイン、ISBN 978-4757727755）[11]
- エンドカード
  - 異世界かるてっと（第2話）
- その他
  - サンデー毎日 2016年4月10日号 - ウルトラマン誕生50周年特集の号で表紙イラストを描く。

### 画集
- 怪獣戯画（1989年、バンダイ、ISBN 978-4891890483）
- メガニクス（1990年、バンダイ、ISBN 978-4891890957）
- ワークス（1992年、バンダイ、ISBN 978-4891891923）
- 怪獣画廊（1995年、メディアワークス、ISBN 978-4073030485） - ウルトラシリーズのLDジャケット画を中心に構成。各章の扉に小林晋一郎の一文が置かれた。
- 怪獣年代記・クロニクルス（1996年、バンダイビジュアル） - CD-ROM作品集
- ウルトラマンジェネレーション（1999年、モビーディック、ISBN 978-4944190041） - ポストカード集
- ゴジラジェネレーション（1999年 、モビーディック、ISBN 978-4944190034） - ポストカード集 前半は生頼範義
- ウルトラQ 開田裕治画集（2001年、角川書店、ISBN 978-4048533874）
- Culdcept COMPLETE ILLUSTRATION（2001年、メディアファクトリー、ISBN 978-4840103626） - ゲームソフト 『カルドセプト』およびシリーズ作品開発のために、イラストレーター10名により描かれたイラストを掲載。
- 開田裕治画集 ガンダム編（2015年、大日本絵画、ISBN 978-4499231657）
- 開田裕治画集 メカニズムの軌跡（2022年、池田書店、ISBN 978-4262155838） - ダンバインのプラモデルのボックスアートなど。出渕裕との対談も収録。

### 著書
- 開田無法地帯（2001年、マイクロデザイン、ISBN 978-4896370713、開田あやとの共著）
- Lemni3003（光文社、共著）
  1. 第1號 未だ見ぬ女神たちへ（2002年、ISBN 978-4334901066） - 漫画「in the distance」
  2. 第2號 戦争に宣戦布告!（2003年、ISBN 978-4334901097） - 漫画「零子さんの憂鬱」
  3. 第3號 ロボット!ロボット!!（2003年、ISBN 978-4334901141） - 漫画「MY ROBOT IN MY TOWN」
- 機動戦士ガンダムTHE ANTHOLOGY（角川書店、共著）
  1. （2003年、ISBN 978-4047135499） - エッセイ「僕のガンダム参戦記」
  2. （2003年、ISBN 978-4047135598） - 漫画「栄光の影に悲劇あり 知られざるザク開発裏史」初出はガンダムエース 2003年8月号
- Photoshopイラストレーションスーパーテクニック（2003年、ソーテック社、ISBN 978-4881663707、共著）
  - 改訂版（2005年、ソーテック社、ISBN 978-4881664445、共著）

### 映像作品
- テレビアニメ『宇宙空母ブルーノア』メカデザイン（1979～1980年）
- 映画『紅い眼鏡』マットペイント・ポスター（1987年）
- 映画『ガンヘッド』マットペイント（1989年）[2][注釈 1]
- 映画『長髪大怪獣ゲハラ』ポスターデザイン（2009年）
- 映画『神の筆』ポスター（2022年）

## 作品展
- ファンタシックス展（グループ展）
  - 1986年3月～4月、WATARUN
  - 1988年、グループ展
- 怪獣画廊 開田裕治展 
  - 1996年3月、近鉄百貨店上本町店
  - 1996年8月、東急百貨店東横店、西武百貨店筑波店
- ファンタスティックアート・開田裕治展 （1997年1月～3月、GoFa） - ギャラリーGoFa開幕記念
- 怪獣ミュージアム 開田裕治の世界展
  - 1997年7月～8月、川崎市市民ミュージアム
  - 1998年4月～6月、石神の丘美術館
- 怪獣アートの世界 開田裕治展
  - 1998年10月～11月 小田原ダイドープラザ
  - 2001年11月～12月、GoFa - ウルトラQ画集発売記念
- シガ・アニュアル'99 現代空想絵師展 （1999年2月～3月、滋賀県立近代美術館、グループ展）
- 怪獣回廊展 （1999年7月～8月、足柄サービスエリア 足柄ホール）
- BEAST展 （2000年4月、ギャラリー ロイヤル サロン ギンザ、グループ展）
- 怪獣ギャラリー・開田裕治展 （2000年8月　名古屋セントラルギャラリー）
- FANTA X（ファンタテン） （2001年8月、ギャラリー ロイヤル サロン ギンザ、グループ展）
- Gの原点と進化展 （2004年9月、神戸ファッション美術館、グループ展）
- ボックスアートの巨星展 2005 （2005年4月～5月、巡回（青山(GoFa)、名古屋、宮城、大阪、秋葉原）、グループ展）
- 東京ジオサイトプロジェクト4 Tribute to Geo-site 開田裕治絵画展 （2005年8月、日比谷共同溝工事現場）
- 3人の角度展 （2006年7月、GoFa、グループ展）
- 怪獣と20世紀の夢 開田裕治展～21世紀につなぐ幻想とロマンの系譜～ （2007年2月～4月、金沢21世紀美術館）

## 同人活動
同人誌『特撮が来た』を主宰。サークル「ガメラが来た」として、コミックマーケットに参加。